# 세 손가락 경례 (친민주주의)

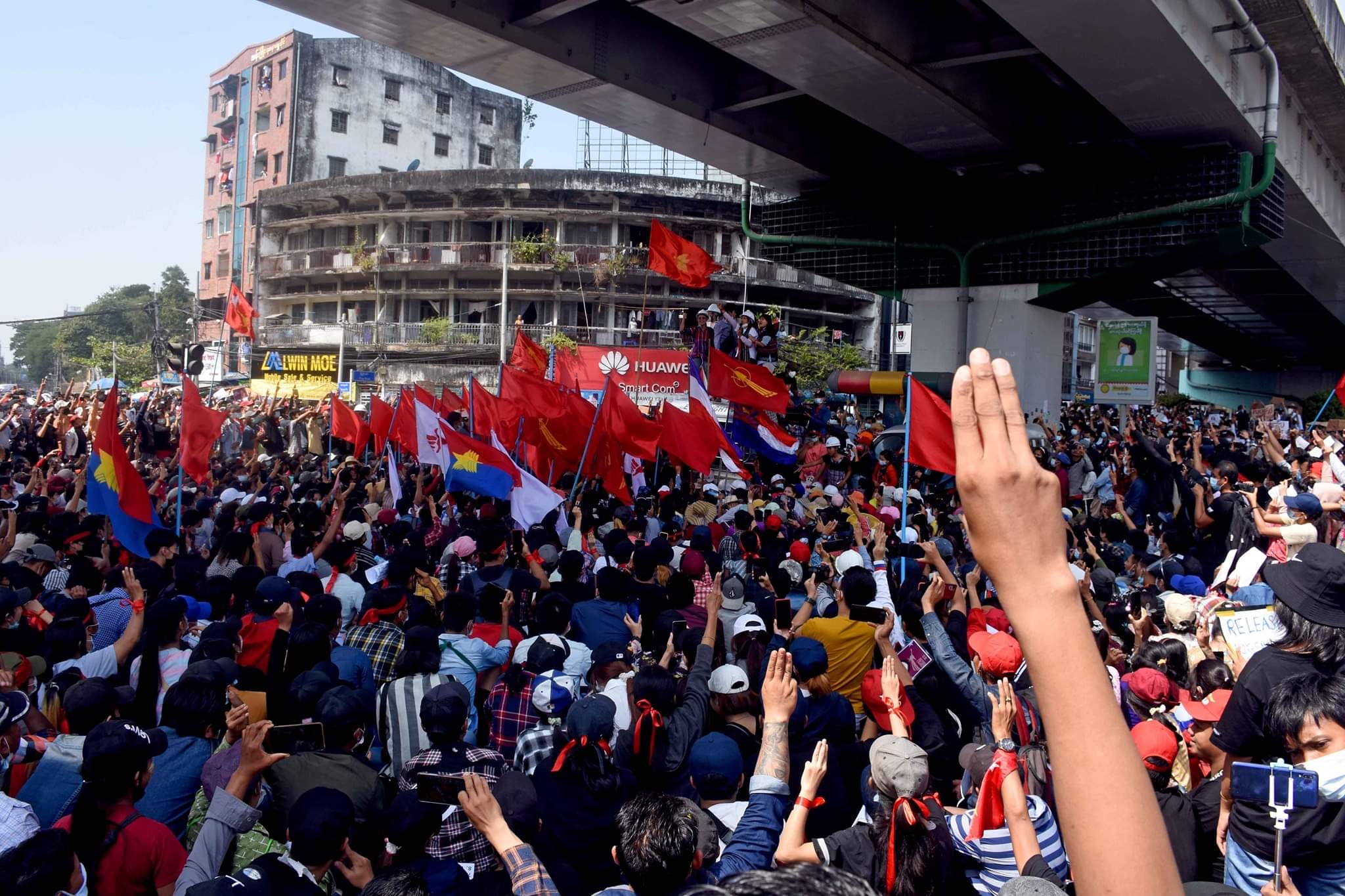
2021년 미얀마 시위 중 양곤에서 세 손가락 경례를 하는 시위대

세 손가락 경례(three-finger salute)는 경례의 일종으로, 엄지손가락을 새끼손가락에 대고 검지, 중지, 약지를 세우며 손바닥이 바깥을 향하도록 들어 올리는 손동작이다. 이 제스처는 2010년대에 헝거 게임에서 혁명의 상징으로 사용된 후 널리 퍼졌다. 이 제스처는 주로 태국과 미얀마를 비롯한 동남아시아의 민주화 운동, 그리고 홍콩을 포함한 다른 국가의 시위대에게 채택되었다.

## 기원
이 제스처는 2010년대에 수잔 콜린스의 소설 및 영화 시리즈인 헝거 게임을 통해 널리 퍼졌다. 이는 스카우트 사인과 우크라이나의 트리주브 상징을 모방한 경례와 같은 이전 경례와 유사하다.
헝거 게임에서 이 제스처는 왼손의 가운데 세 손가락을 입술에 댄 다음 공중으로 들어 올리는 방식으로 이루어진다. 이 제스처는 시리즈의 첫 번째 책과 영화에서 처음 등장하는데, 12구역 사람들이 캣니스 에버딘이 여동생 대신 헝거 게임에 자원한 후 그녀에게 경례를 할 때 사용된다. 나중에 시리즈의 두 번째 작품(캣칭 파이어)에서는 승자 순회 중 군중 속의 한 노인이 캣니스에게 이 방식으로 경례를 하고, 이 제스처는 첫 번째 게임에서 캣니스가 휘파람으로 불렀던 모킹제이 노래와 함께 혁명의 상징이 된다.

## 아시아 민주화 운동

### 태국

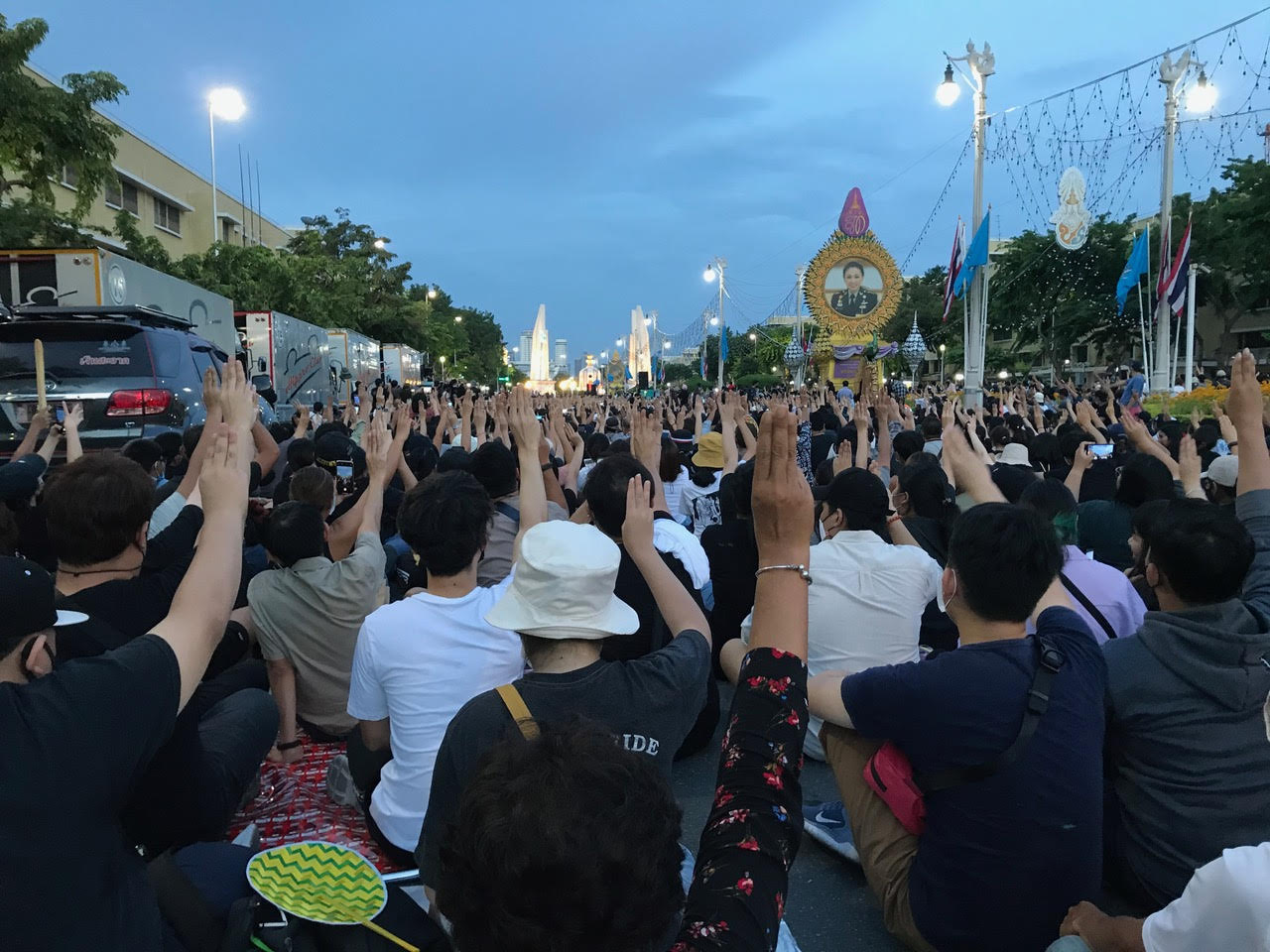
2020년~2021년 태국 시위 중 민주기념탑 앞에서 세 손가락 경례를 하는 시위대

이 경례는 2014년 태국 쿠데타 이후 처음으로 실제 세계의 민주화 상징이 되었다. 이러한 사용 때문에 군부는 이 경례를 하는 사람을 체포할 것이며 이 상징이 태국에서 불법화되었다고 발표했다. 이후 시위대는 이 제스처에 상징성을 더하여 세 손가락이 프랑스 혁명의 이상인 자유, 평등, 박애를 의미한다고 주장했다. 이 제스처는 2020년~2021년 태국 시위에서 시위대에 의해 다시 사용되었다.
2021년 미얀마 쿠데타에 대응하여, 약 200명의 버마 해외 거주자들과 파릿 치와락 및 파누사야 시티지라와타나쿤을 포함한 일부 태국 민주화 운동가들이 방콕의 사톤 느아 로드에 있는 버마 대사관 앞에서 쿠데타에 항의했으며, 일부 시위자들은 세 손가락 경례를 보였다고 보도되었다. 시위는 경찰의 진압으로 끝났고, 두 명의 시위자가 부상을 입고 병원에 입원했으며, 다른 두 명은 체포되었다.
이러한 경향은 학생들로부터 시작되었지만 이후 전진당 (구 퓨처 포워드 당)과 같은 진보 정당 지지자들에게도 채택되었다.

### 홍콩
이 경례는 2014년 우산 운동 동안 한동안 사용되었으며, 태국에서의 사용이 다시 활성화된 것에 영감을 받아 2019년~2020년 홍콩 시위에서 부활하여 중국 정부에 대한 저항을 상징하는 데 계속 사용되고 있다.

### 미얀마

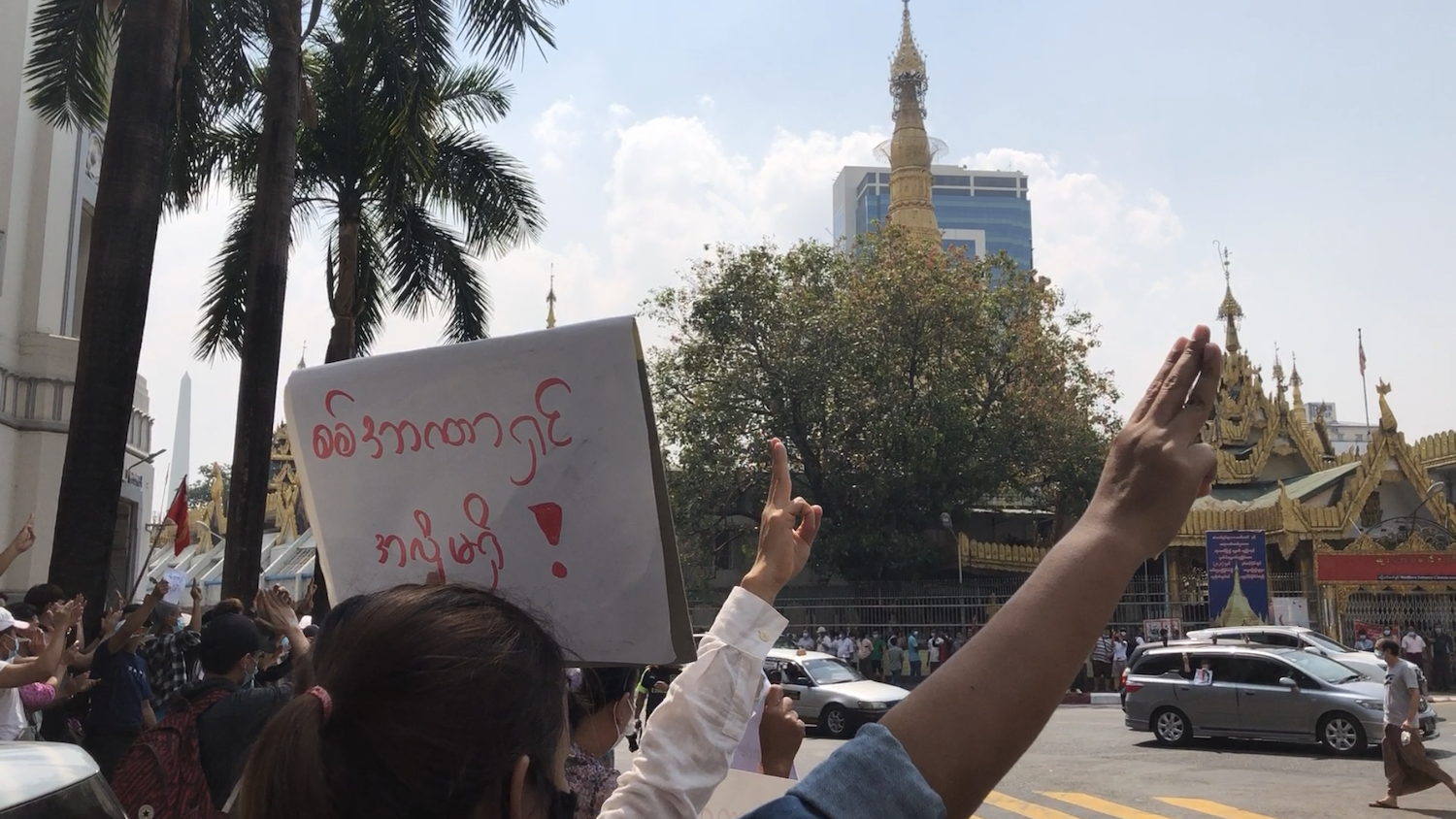
양곤의 술레 파고다 근처에서 세 손가락 경례를 하는 시위대

이 경례는 2021년 미얀마 쿠데타와 이후 내전에 대한 반대 상징이 되었다. 이 운동은 소셜 미디어를 통해 시작되었으며, 파잉 타콘과 데이브 르둑과 같은 많은 미얀마 유명 인사들이 이 운동에 동참했다.

### 캄보디아
캄보디아 구국당의 전 부통령인 무 소추아는 야당 지지자들에게 미얀마와의 연대를 보여주고 훈 센 현 정부와 여당인 캄보디아 인민당에 항의하는 표시로 이 상징을 채택할 것을 촉구했다. 캄보디아 인민당의 대표는 이러한 행동이 국가를 약화시킨다며 비난했다.

## 기타 용도

### 인도네시아
2024년 인도네시아 대통령 선거를 앞두고 인도네시아 민주항쟁당 (PDI-P)이 지지하는 대통령 후보 간자르 프라노워는 올 블랙 복장과 세 손가락 경례를 자신의 캠페인 모티프와 손동작으로 채택했다. 2023년 2월 20일, 그의 트위터 계정에서 널리 공유된 영상에서 간자르는 지지자들로 가득 찬 군중 속에서 올 블랙 복장을 하고 세 손가락 경례를 하는 모습이 포착되었는데, 이는 태국과 홍콩에서 목격된 민주화 시위자들을 연상시킨다. 영상의 자막에는 "이것은 간자르에 관한 것이 아니다. 권력에 관한 것도 아니다. 이것은 인도네시아에 관한 것이다"라고 쓰여 있었고, 게시물에서는 이 경례가 "세 손가락 세 가지 약속: 신을 따르고, 법을 준수하며, 국민에게 충성한다"는 의미라고 추가로 밝혔다. 이러한 변화는 조코 위도도 대통령 행정부와 일반적으로 관련된 PDI-P의 사인 오브 더 혼스 경례와는 현저히 다른 것으로 보였다.
조코 위도도 대통령과 그의 정당 간의 관계 개선은 이러한 변화의 주된 이유로 여겨진다. 조코위 대통령의 장남 기브란 라카부밍 라카가 프라보워 수비안토의 러닝메이트로 지명될 수 있도록 허용한 논란의 여지가 있는 헌법재판소 판결 이후, 기브란의 삼촌이자 헌법재판소장이었던 안와르 우스만도 이 판결에 연루되었기 때문이다. 관찰자들은 세 손가락 경례의 갑작스러운 선택을 불공정한 민주적 절차와 법 남용에 대한 저항 행위로 보고 있다. 간자르의 손동작 공개 후, 인도네시아 내무부는 인도네시아 정부의 모든 공무원들에게 대통령 후보와 관련된 어떤 손동작이나 자세도 사용하지 말 것을 상기시켰다. 이를 따르지 않거나 적발된 경우, 심지어 우발적인 제스처라도 해고될 수 있다는 경고가 있었다. 내무부는 이러한 지침이 2024년 인도네시아 총선의 2년 과정 동안 중립성을 보장하기 위한 것이라고 밝혔다.
선거 기간 동안 이 상징의 파생형이 등장했는데, 반프라보워 세력은 "네 손가락 경례"라는 새로운 상징을 만들었다. 이 제스처는 간자르 캠페인과 관련된 세 손가락 경례 요소와 아니스 바스웨단의 캠페인과 연결된 집게손가락 상징을 결합한 것이다. 이 두 상징의 결합은 프라보워의 후보 출마와 조코위의 선거 개입에 대한 양측의 통일된 반대와 이념을 나타내는 데 사용되었다. 인도네시아 총선 감독 기관은 나중에 이 상징이 선거 상징이 아닌 표현의 자유에 따른 표시로 간주되어 선거 규칙을 위반하지 않는다고 판정했다. 네 손가락 경례는 소셜 미디어에서 입소문을 탔고, 이는 '네 손가락 경례 운동'(인도네시아어: Gerakan Salam 4 Jari)으로 알려진 운동을 만들어냈는데, 이는 인도네시아에서 네 손가락 경례를 민주화의 상징으로 사용하는 맥락이 미얀마, 태국, 홍콩의 세 손가락 경례 사용과 비교될 수 있다. 네 손가락 경례 운동 지지자들은 정치 가문의 형성과 인도네시아 민주주의의 인지된 퇴보를 거부한다. 이 운동의 주된 목표는 대통령 선거의 2차 투표를 만들고 프라보워의 당선 가능성을 낮추는 것이다.

### 필리핀
이 경례가 민주화 상징으로 채택되기 전, 필리핀 상원의원 미리암 데펜소르 산티아고는 2013년 당시 상원의장 후안 폰세 엔릴레의 정신건강에 대한 주장에 대응하여 페르디난드 마르코스 정권 시절로 거슬러 올라가는 그의 개인적, 정치적 행태를 비판하면서 특권 연설에서 이 경례를 사용했다. 이 맥락에서 그녀는 준비된 연설에서 벗어나 "그의 정신은 병들었고, 병들었고, 병들었다... [당신은] 세 번 병들었다!"라고 선언하며 헝거 게임: 캣칭 파이어에 나오는 캣니스 에버딘의 언어를 사용했다.
2017년, 로리고 두테르테 대통령의 비평가 그룹은 마약 전쟁과 관련된 사망자들과 그의 행정부에 대한 반대를 표현하기 위해 이 경례를 사용하기도 했다.

### 미국
비영리 단체인 해리 포터 연합은 세 손가락 경례를 사용하여 월마트와 맥도날드와 같은 미국 기업의 경제적 불평등과 임금 불평등을 비판했다. 이 움직임은 AFL-CIO의 지지를 받았는데, AFL-CIO는 노동조합 지도자들이 이 상징으로 포즈를 취한 사진을 게시하여 응답했다.

## 유사한 제스처

### 스카우트 사인

스카우트 사인

헝거 게임 경례는 1908년부터 스카우트의 맹세의 세 부분을 나타내기 위해 사용된 이전의 스카우트 사인과 유사하다. 콜린스는 이를 영감의 원천으로 언급하지 않았지만, 연구자 안 샤오 미나(An Xiao Mina)는 이 유사성이 제스처의 인지도를 높이는 데 중요하다고 지적했다.

### 우크라이나

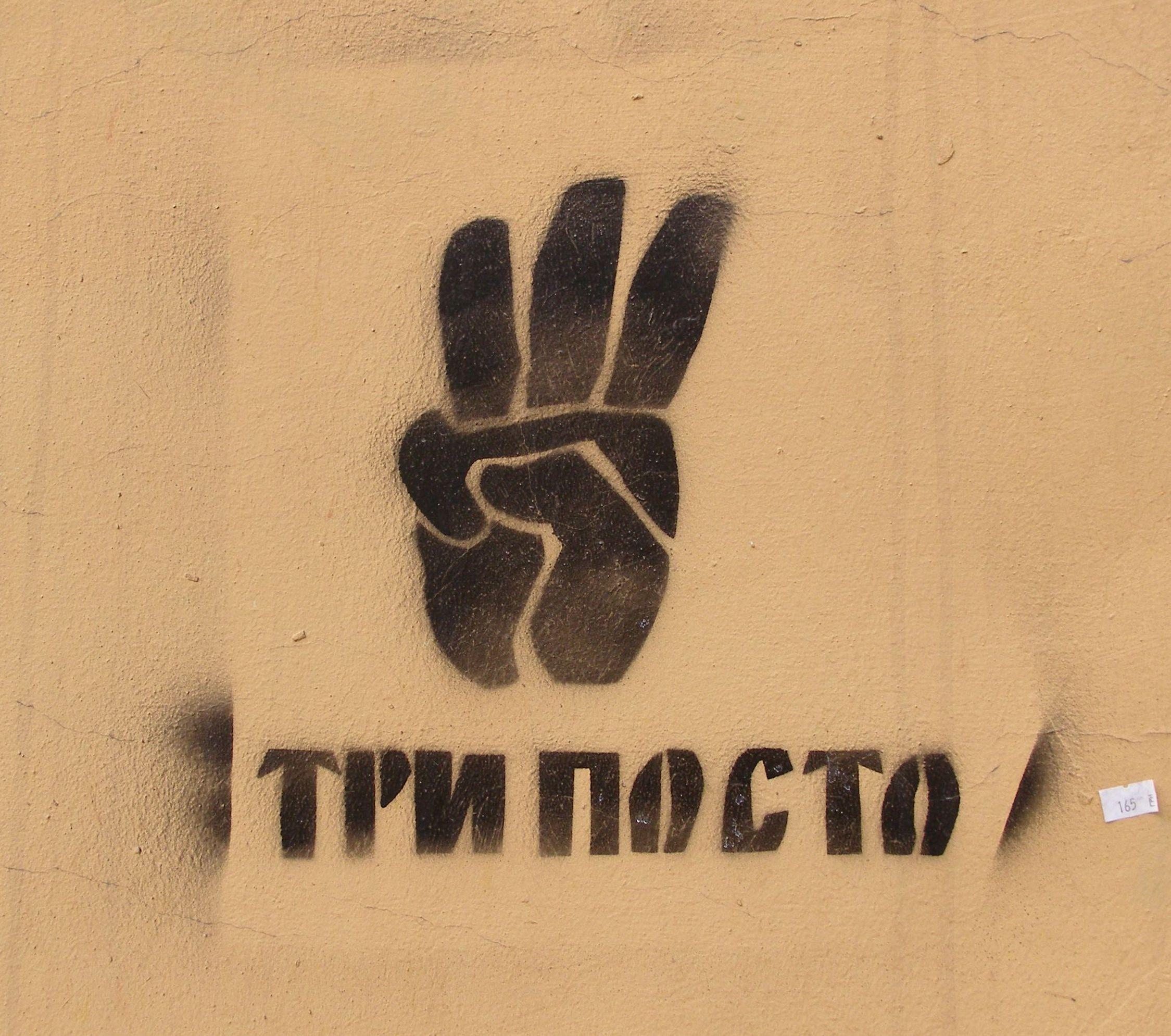
1980년대 후반 '트리주브' 독립 지지 제스처를 기리기 위해 스보보다 당이 사용하는 우크라이나 세 손가락 경례

이 경례는 우크라이나의 세 손가락 경례와도 다소 유사하지만, 후자는 손가락을 모으기보다는 펼친다. 이는 트리주브를 상징하며, 예를 들어 1980년대 후반 독립 지지 시위에서 그리고 우크라이나 민족주의 정당인 스보보다의 로고에서 사용되었다.

## 같이 보기
- 라비아 사인, 네 손가락을 이용한 유사한 제스처
- 밀크티 동맹, 태국, 대만, 홍콩, 미얀마의 민주 연대 운동